# Star Trek II: Khanův hněv
Star Trek II: Khanův hněv (v anglickém originále Star Trek II: The Wrath of Khan) je americký sci-fi film od studia Paramount Pictures a režiséra Nicholase Meyera, druhý na motivy prostředí Star Treku. Do kin byl uveden roku 1982 a celosvětově vydělal 97 milionů dolarů. Scénář volně navazuje na epizodu „Vesmírné sémě“ (1967) původního seriálu Star Trek. Vyhnaný a geneticky vylepšený tyran Khan Noonien Singh se chce pomstít Jamesi Kirkovi, nyní admirálovi Hvězdné flotily. Posádka hvězdné lodi USS Enterprise právě pod Kirkovým velením jej musí zastavit, aby nezískal mocné zařízení Genesis, které má sloužit k terraformaci mrtvých planet. Na tento snímek přímo navazuje další film Star Trek III: Pátrání po Spockovi (1984).

## Příběh
Děj filmu se odehrává v roce 2285, jeho začátek je určen hvězdným datem 8130.3. Příběh začíná cvičnou simulací zvanou Kobayashi Maru na palubě hvězdné lodi USS Enterprise, která byla vyřazena z aktivní služby a nyní slouží pro výcvik kadetů Hvězdné flotily. Jedná se o scénář, ve kterém na loď fiktivně zaútočí Klingoni, kteří ji těžce poškodí. Kobayashi Maru nelze vyhrát, jeho úkolem je otestovat disciplínu, charakter a velitelské schopnosti kadetů. Při tomto cvičení na můstku velí podporučík Saavik, jako posádka jí jsou k dispozici učitelé a zároveň vyšší důstojníci Enterprise, kteří dříve sloužili pod kapitánem Kirkem. Hlavním velícím důstojníkem je kapitán Spock.
Loď USS Reliant je na průzkumné misi, při které hledá mrtvou planetu, na níž by bylo možné vyzkoušet nové převratné zařízení Genesis. Jedná se o speciální torpédo, které dokáže přetvořit neživou hmotu v obyvatelné světy. Pokud by bylo toto zařízení použito na planetě s životem, kompletně by jej vyhladilo a nahradilo životem novým. Důstojníci Reliantu, komandér Pavel Čechov a kapitán Clark Terrell, se transportují na povrch domnělé planety Ceti Alpha VI, pravděpodobného kandidáta pro test Genesis. Zde je však zajme Khan Noonien Singh se svými stoupenci, geneticky vylepšený diktátor a tyran z konce 20. století, se kterým se kapitán Kirk setkal o více než 15 let dříve. Kirk Khana a jeho lidi vyhostil na planetu Ceti Alpha V, kde si měli vytvořit vlastní kolonii. Khan zajatcům ale vysvětlí, že nedlouho po jejich příchodu explodovala sousední skutečná planeta Ceti Alpha VI, což výrazně posunulo oběžnou dráhu Ceti Alpha V a zničilo tak její podnebí a celý ekosystém, takže se z ní stala nehostinná poušť. Khan viní Kirka ze smrti své manželky a slibuje mu odplatu. Čechovovi a Terrellovi proto implantuje do hlavy larvy mysl ovládajících živočichů, díky nimž převezme kontrolu nad Reliantem a celou posádku kromě Čechova a Terrella vysadí na Ceti Alpha V. Poté, co se dozví o zařízení Genesis, zaútočí s lodí na vesmírnou stanici Regula I, kde toto zařízení vyvíjí bývalá Kirkova milenka, doktorka Carol Marcusová, se svým synem Davidem.
Mezitím se Enterprise vydává s kontradmirálem Kirkem na palubě na cvičný a inspekční let s kadety. Poté, co obdrží nouzové volání z Reguly I, převezme Kirk velení lodi a směřuje ke stanici. Cestou potká Reliant, který Enterprise těžce poškodí, přičemž mnoho kadetů je zraněno či zabito. Po navázání spojení požaduje Khan veškeré materiály týkající se Genesis. Kirk zdržuje a nakonec se mu podaří pomocí tajného kódu na dálku stáhnout štíty Reliantu a poté na něj zaútočit. Khan je nucen ustoupit a podniknout opravy, zatímco Enterprise pokračuje dále k Regule I. Po transportu na stanici naleznou Kirk, doktor McCoy a podporučík Saavik ukrytého kapitána Terrella s Čechovem a také těla popravených vědců, kteří se účastnili projektu Genesis. Tým najde také přeživší vědce, včetně Carol a Davida (o kterém se James Kirk dozví, že je jeho otcem) Marcusových, se zařízením Genesis, kteří se transportovali a ukryli v podzemních tunelech na planetoidu Regula I. Khan ale využil Terrella a Čechova jako špióny, Genesis odtud transportním paprskem ukradne a oběma důstojníkům Reliantu nařídí zabít Kirka. Kapitán Terrell odolává vlivu živočicha v mozku a nakonec spáchá sebevraždu, Pavel Čechov se rovněž brání a upadne do bezvědomí. Ačkoliv si Khan myslí, že je výsadek uvězněn na planetoidu, Kirk je domluvený se Spockem, jenž mezitím velí opravované Enterprise, na kódované zprávě a proto jsou brzy transportováni na loď.
Kirk poté zamíří s poškozenou Enterprise do blízké mlhoviny Mutara, kde se chce utkat s Khanem, který je s Reliantem sleduje. V mlhovině nefungují senzory ani štíty, admirál tedy chce využít nepřítelovy nezkušenosti s bojem v extrémních podmínkách. Enterprise skutečně velmi těžce Reliant poškodí, Khan ale stačí aktivovat zařízení Genesis, které by při explozi přetvořilo hmotu z celé mlhoviny včetně obou lodí na novou planetu se životem. Kvůli poškozenému warp pohonu ale nemůže Enterprise z Mutary uniknout. Spock se proto obětuje, nejprve vykoná splynutí myslí s doktorem McCoyem a poté v silnou radiací zamořené místnosti warp pohon opraví. Loď unikne z mlhoviny včas, Reliant je při výbuchu zničen, Khan se všemi svými stoupenci na palubě zemře a místo mlhoviny Mutara vznikne díky zařízení Genesis nová planeta s novým životem. Spock mezitím ve strojovně Enterprise umírá na otravu radiací, přítomen je i jeho blízký přítel James Kirk. Spockův pohřeb vykoná posádka v místnosti odpalovače torpéd, jako rakev poslouží obal torpéda, který je i se Spockovým tělem vystřelen na orbitu nově vzniklé planety. Enterprise odlétá, aby vyzvedla posádku Reliantu uvězněnou na Ceti Alpha V. V poslední scéně filmu je ukázána Spockova rakev, která měkce přistála v džungli nové planety.

## Obsazení
| William Shatner     | kontradmirál James T. Kirk, dočasný velící důstojník |
| Leonard Nimoy       | kapitán Spock, dočasný první důstojník               |
| DeForest Kelley     | komandér Leonard McCoy, šéflékař                     |
| James Doohan        | komandér Montgomery Scott, šéfinženýr                |
| Walter Koenig       | komandér Pavel Čechov, první důstojník USS Reliant   |
| George Takei        | komandér Hikaru Sulu, kormidelník                    |
| Nichelle Nicholsová | komandér Nyota Uhura, komunikační důstojník          |
| Bibi Beschová       | Dr. Carol Marcusová, vědec                           |
| Merritt Butrick     | Dr. David Marcus, vědec, syn dr. Marcusové           |
| Paul Winfield       | kapitán Clark Terrell, velící důstojník USS Reliant  |
| Kirstie Alleyová    | podporučík Saavik, navigátor (kadet)                 |
| Ricardo Montalbán   | Khan Noonien Singh, tyran a bývalý diktátor          |

## Produkce

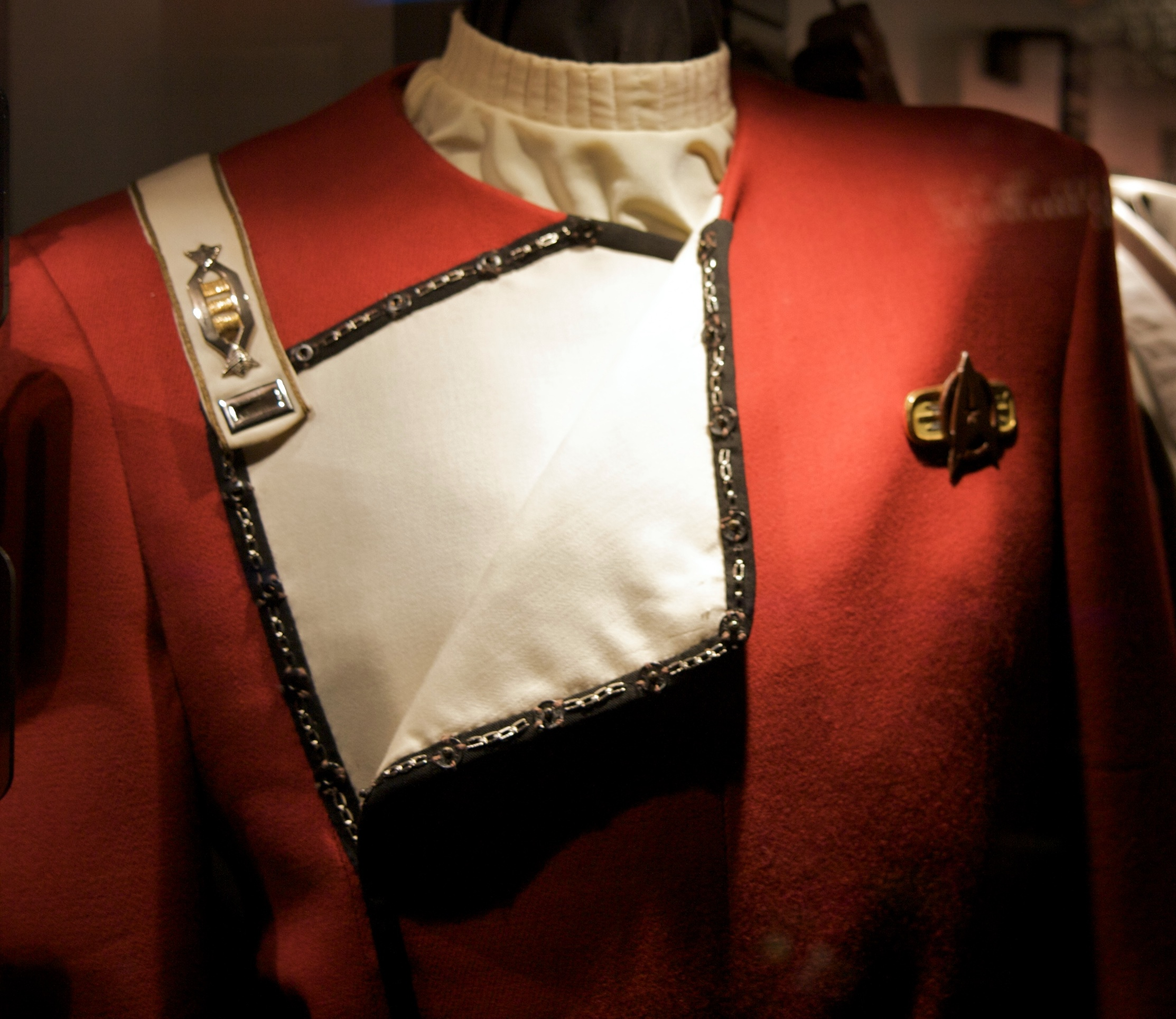
Uniforma kapitána Hvězdné flotily z filmu Star Trek II: Khanův hněv

Po uvedení snímku Star Trek: Film do kin napsal jeho výkonný producent (a hlavní tvůrce světa Star Treku) Gene Roddenberry vlastní sequel, ve kterém měla posádka Enterprise cestovat do minulosti, aby napravila škody spáchané Klingony při použití Strážce věčnosti, kteří chtěli zabránit vraždě J. F. Kennedyho. Toto bylo vedením Paramount Pictures zamítnuto, neboť studio vinilo Roddenberryho z pomalého tempa a neustálého přepisování příběhu prvního snímku, které mělo zapříčinit jeho vysoký rozpočet. Gene Roddenberry vypadl z produkčního týmu a obdržel čestnou funkci výkonného poradce. Výroby nového filmu se ujal televizní producent Harve Bennett, který však původní seriál neviděl. To ale rychle napravil a zhlédl všechny jeho epizody, přičemž nejvíce jej zaujal díl „Vesmírné sémě“ s postavou Khana Nooniena Singha, který se na Bennettův návrh stal také hlavní zápornou postavou v připravovaném snímku. Do týmu si také přivedl jako koproducenta Roberta Sallina a jako art directora Michaela Minora.
Bennett napsal první verzi příběhu s názvem Star Trek II: The War of the Generations v listopadu 1980. Kirk měl vyšetřovat povstání na vzdálené planetě a zjistit, že jej vede jeho syn. Khan, jakožto tyran, měl být cílem povstání a Kirk se synem měli proti němu spojit své síly. Harve Bennett následně najal Jacka B. Sowardse, aby na základě jeho příběhu napsal filmový scénář, což stihl ještě před stávkou scenáristů v roce 1981. Sowardsův návrh s názvem The Omega Syndrome obsahoval i krádež ničivé zbraně Federace nazývané „Omega system“. Taková zbraň se mu ale zdála příliš negativní, rovněž Bennett požadoval něco jiného, s čímž pomohl Michael Minor, který navrhl, že by se jednalo o zařízení na terraformaci planet. Jako uznání síly takového zařízení přejmenoval Sowards „Omega system“ na „zařízení Genesis“.
Sowards do dubna 1981 přepracovával návrh a přesunul Spockovu smrt ze začátku filmu poté, co scénář unikl na veřejnost a fanoušci nebyli spokojeni. V této verzi se také nacházela dvanáctistránková přímá konfrontace Kirka s Khanem a poprvé se zde objevila i mužská postava pojmenovaná Savik. Leonard Nimoy neměl původně zájem ve filmu hrát, byla mu však slíbena dramatická scéna úmrtí jeho postavy, pana Spocka. Po zahájení předprodukce byl osloven ještě Samuel A. Peeples, autor epizody „Kam se dosud člověk nevydal“ původního seriálu. Ten chtěl nahradit Khana dvěma mimozemskými vetřelci schopnými zničit Zemi, což však nebylo použito. Karen Mooreová z vedení Paramountu doporučila Bennettovi Nicholase Meyera, autora úspěšného Holmesovského pastiše The Seven-Per-Cent Solution a režiséra snímku Čas po čase, který by mohl pomoci se scénářem. Ten za méně jak 12 dní, což byl termín pro zahájení přípravy speciálních efektů, stihl celý scénář přepsat, čímž všechny překvapil. Kvůli fanoušky očekávané smrti Spocka na začátku snímku jej nechal „zabít“ již v úvodní scéně simulátoru Kobayashi Maru.
Meyer, již jako režisér, chtěl v rámci možností rozpočtu vytvořit ve Star Treku námořní atmosféru. Enterprise například dostala lodní zvon a více blikajících světel a značek. Pro ušetření finančních prostředků byly využity některé věci ze snímku Star Trek: Film. 65 % záběrů filmu bylo natáčeno ve stejných dekoracích: můstek Reliantu a simulátor můstku z úvodní scény byl přestavěný můstek Enterprise, klingonský můstek z prvního film byl po úpravách využit jako transportní místnost a prostor s torpédy. Filmaři rovněž využili postavené modely (orbitální komplex u Země se stal vesmírnou stanicí Regula I) a také některé záběry z prvního filmu (např. Enterprise v doku). Designér Robert Fletcher navrhl nové uniformy Hvězdné flotily, neboť ty z původního seriálu ani z prvního filmu se Meyerovi nelíbily. Pro Khana a jeho spolubojovníky vytvořil kostýmy odpovídající faktu, že ztroskotali na neobydlené planetě. Speciálně u Khana nechal vyniknout přírodnímu hrudníku Ricarda Montalbána.
Samotné natáčení proběhlo mezi 9. listopadem 1981 a 29. lednem 1982. Lodě byly filmovány na modrém pozadí, pouštní povrch planety Ceti Alpha V byl vytvořen postavením scény přibližně 7,6 m nad zemí. Podlahu zde tvořily dřevěné desky, přes které byl nasypán obarvený písek. Spockova smrt byla natočena během tří dnů, během nichž nebyli do studia vpuštěni žádní návštěvníci. Ačkoliv úmrtí této postavy bylo bráno jako konečné, Leonard Nimoy byl s natáčením tak spokojený, že se zeptal, zda by v příštím startrekovském filmu nemohl také hrát. Scéna Spockova splynutí mysli s doktorem McCoyem byla natočena bez předchozího upozornění DeForesta Kelleyho, o co jde. Testovací publikum nereagovalo dobře na Spockovu smrt a temné ukončení celého filmu, proto Harve Bennett nechal doplnit záběry na Spockovu rakev v džungli na nově vzniklé planetě (natočeno v zarostlém rohu sanfranciského Golden Gate Parku s doplněným dýmem) a Nimoyův závěrečný monolog. Sám Leonard Nimoy neměl o této závěrečné scéně ani tušení, dokud neviděl celý snímek.
Většinu vizuálních efektů vytvořila společnost Industrial Light & Magic (ILM), která také postavila nové modely. Například loď Reliant je vůbec první hvězdnou lodí Federace, která nepatří do třídy Constitution, jež se přímo objevila ve světě Star Treku. ILM také vyvinulo techniku pro vytvoření škod na lodích, aniž by samotné fyzické modely byly nějak poškozeny. Některé další efekty (paprsky phaserů, reaktor Enterprise, poletující písek na Ceti Alpha V, vylepšený efekt transportního paprsku) pochází z dílny malého studia Visual Concept Engineering. Snímek také jako jeden z prvních obsahuje větší množství počítačem vytvořené grafiky. Firma Evans & Sutherland vytvořila displeje vektorové grafiky na palubě Enterprise a pole hvězd použité při úvodních titulcích. Naopak z dílny ILM pochází první kompletně počítačem vytvořená demonstrativní simulace použití zařízení Genesis na mrtvé planetě.
Kvůli nízkému rozpočtu nebyla možnost získat pro snímek Jerryho Goldsmithe, který složil hudbu pro první film. Po Meyerově návrhu Miklóse Rózsy, který byl kvůli finančním prostředkům rovněž zamítnut, byl vybrán 28letý skladatel James Horner, pro nějž to byla vůbec první velká práce na filmově hudbě. Blízce spolupracoval s režisérem Nicholasem Meyerem, se kterým si v průběhu prací vytvořil přátelský vztah. Meyer, jakožto fanoušek klasické hudby, dokázal Hornerovi popsat efekty a zvuky, které chtěl ve filmu mít. Soundtrack napsal Horner během čtyř a půl týdne, výsledkem bylo 72 minut hudby, které nahrál 91členný orchestr mezi 12. a 15. dubnem 1982 v The Burbank Studios. Doplňující nahrávky vznikly 30. dubna (bitva v mlhovině Mutara) a 3. května (pozměněný závěr filmu) 1982. Pro vedlejší efekty byly využity též syntezátory.

## Vydání a ohlasy
Star Trek II: Khanův hněv byl uveden v amerických kinech 4. června 1982 a během prvního víkendu vydělal 14 347 221 dolarů, čímž překonal tehdejší historický rekord. Celkový výdělek ve Spojených státech činil 78 912 963 dolarů, což z něj udělalo šestý nejvýdělečnější film roku 1982, celosvětové tržby se nakonec vyšplhaly na 97 milionů dolarů. Ačkoliv to bylo méně než za první startrekovský snímek, díky řádově nižšímu rozpočtu to z něj dělalo výdělečnější film. Rovněž byl vydán stejnojmenný knižní přepis, který napsala Vonda McIntyreová (v češtině tato novelizace vyšla v roce 1993 v nakladatelství Albert Boskovice).
Kritické reakce na Khanův hněv byly většinou pozitivní. Také mezi fanoušky byl film, po vlažných ohlasech na první snímek, přijat dobře a v současnosti bývá hodnocen jako jeden z nejlepších trekovských filmů také díky silnému charakteru hlavní záporné postavy Khana v podání Ricarda Montalbána. Některé negativní reakce kritizovaly výkony herců či kostýmy („santaclausovské tuniky“).
Snímek získal dvě Saturnovy ceny, za nejlepší mužský herecký výkon (William Shatner) a za nejlepší režii (Nicholas Meyer). V roce 1983 byl též nominován na cenu Hugo za nejlepší hrané představení.
V roce 1983 byl Khanův hněv vydán na VHS a kazetách Betamax, na DVD se poprvé objevil bez jakýchkoliv bonusů v roce 2000. O dva roky později byla na DVD vydána „režisérská edice“ s prodlouženým remasterovaným sestřihem snímku a bonusy ve formě komentáře režiséra, rozhovorů s herci, storyboardů a traileru. V roce 2009 byla remasterovaná původní verze uváděná v kinech vydána též na BD.
V Česku byl snímek poprvé uveden na TV Nova dne 9. března 1994.